# Karpoš
Petar, Pedro, mais conhecido pelo apelido Karpoš, era um rebelde búlgaro, líder do Revolta de Karpoš na área de Escópia — durante a Grande Guerra Turca.
Declarado “rei de Kumanovo” sob a suserania do imperador do Sacro Império Romano — Leopoldo I do Sacro Império Romano-Germânico. Após a supressão da revolta pelos tártaros da Crimeia, foi decapitado e a sua cabeça empalada numa estaca da Ponte de Pedra (Escópia) - para edificação. 
Ele às vezes é considerado um governante búlgaro, e hoje muitos locais levam seu nome, incluindo uma das regiões da Escópia.